# Spinning (textil)

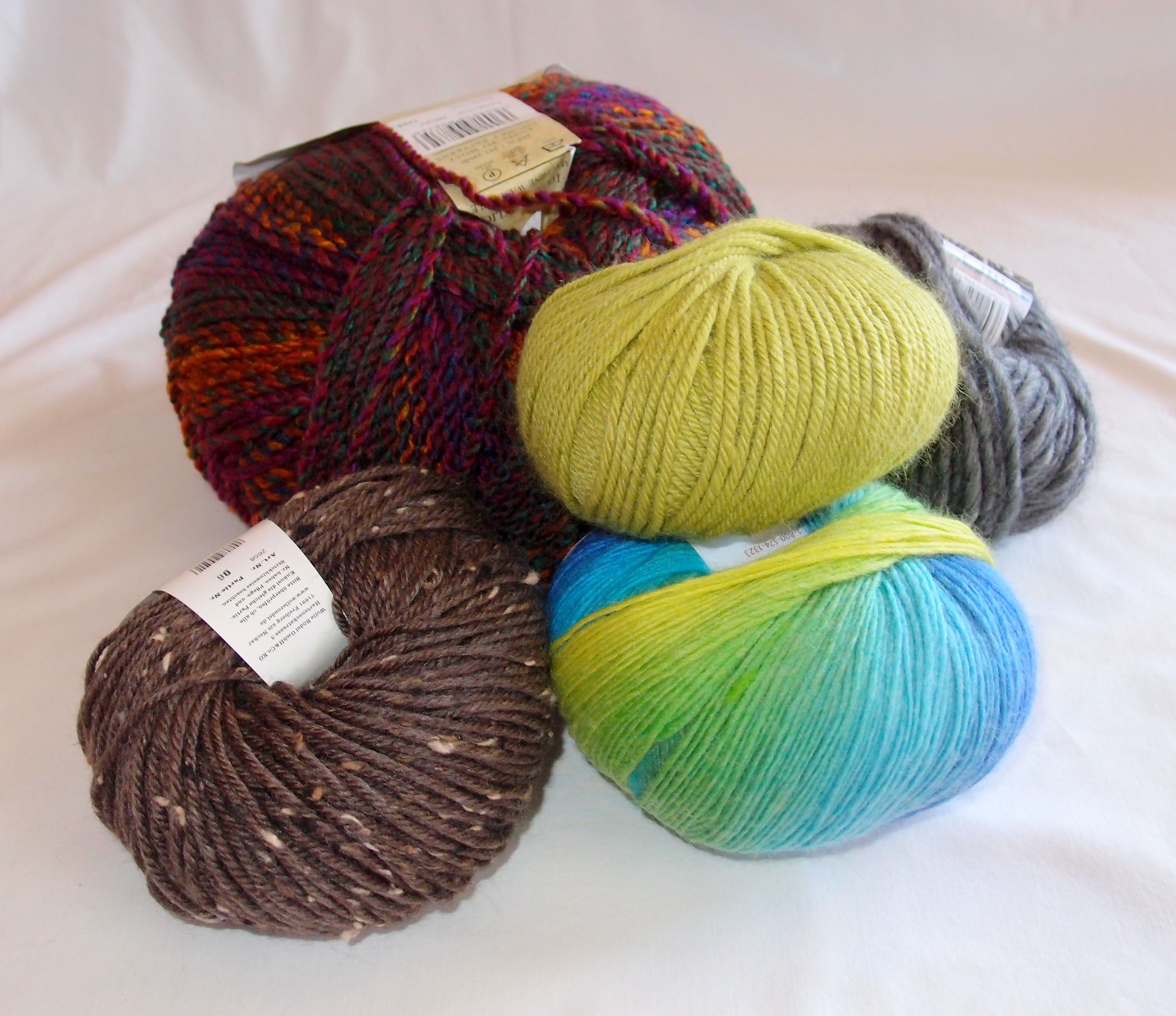
Garn, produkten av spinning.

Spinning (äldre: spånad) betyder framställning av tråd eller garn (spinngarn). Man talar om z-spunnen (Z-tvinn, högersnodd) och s-spunnen (S-tvinn, vänstersnodd) tråd; bokstävernas centrala streck indikerar fiberriktning på framsidan när man betraktar garnet. (Tvinning i textilsammanhang är när minst två trådar föres samman och snos ihop). Metoden är uråldrig och fanns långt före vår tideräknings början.

## Historia

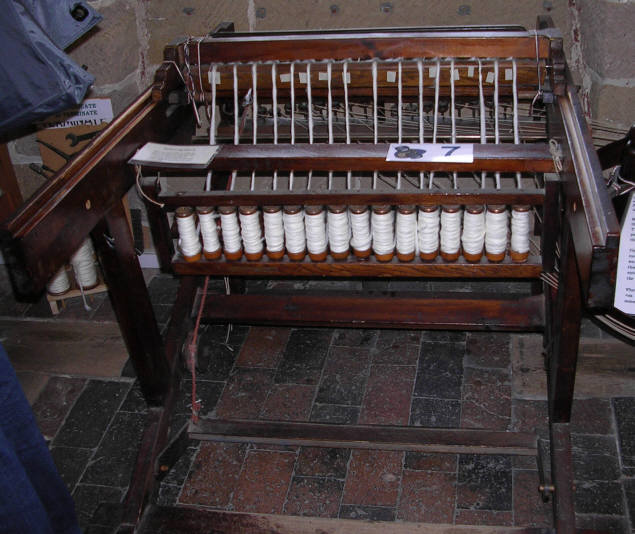
Spinnande Jenny.

Spinning för hand förekom i Europa redan omkring 6 000 f.Kr., vilket framgår av sländor i Sesklokulturen i det tidigneolitiska Grekland. Man vet inte om de spann ull eller linne. Först 2 000 år senare är linne belagt. På 1300-talet uppfanns spinnrocken och på 1500-talet kom den till Skandinavien i form av en trampmodell. Dessförinnan spann man med hjälp av sländor försedda med sländtrissor som ökade rotationsmöjligheterna. 

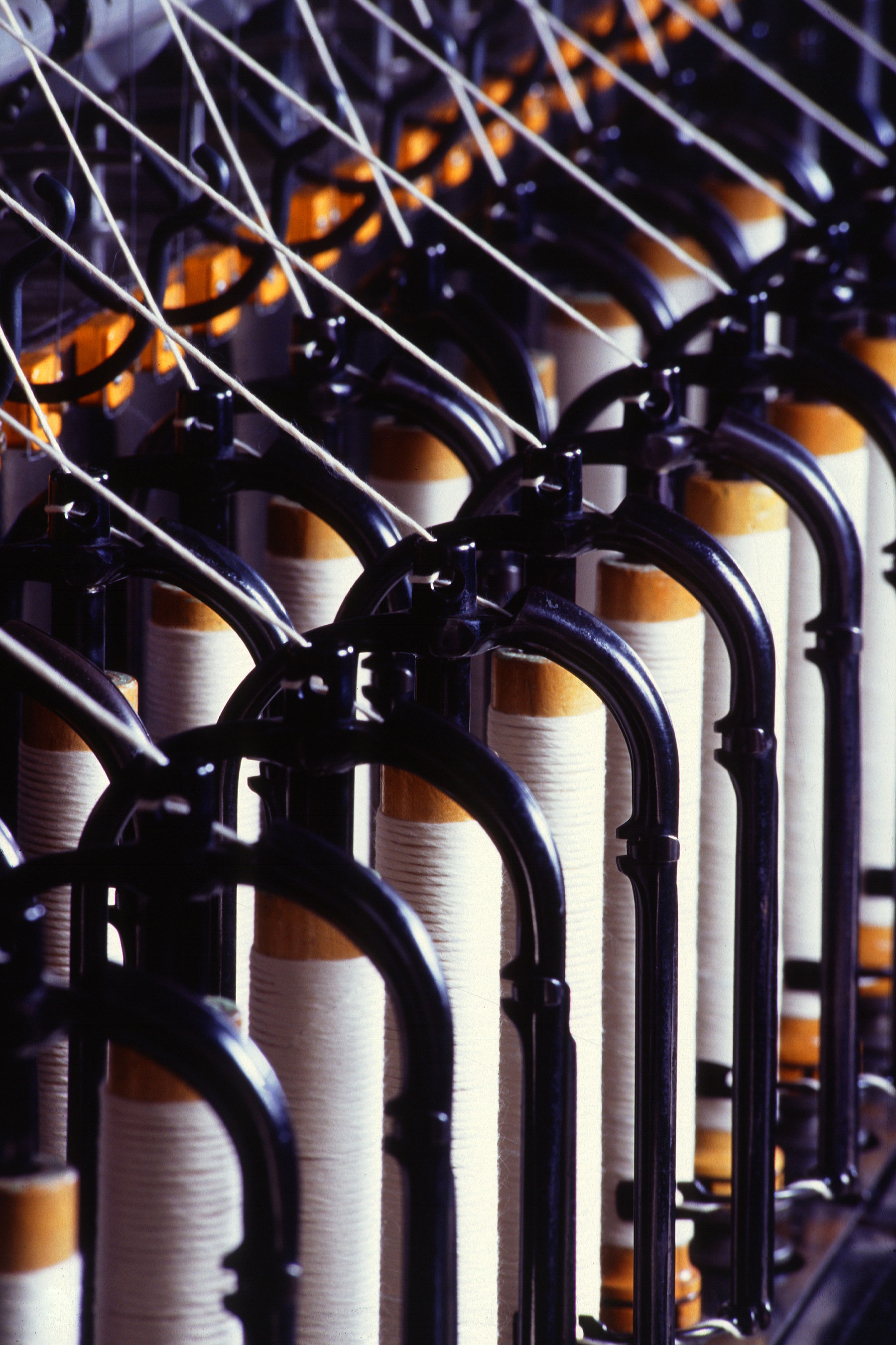
Bomullsspinning vid Cotton Quality Research Station. Förspinning äger rum innan fibrerna spinns till garn.

Med maskinen Spinning Jenny, som uppfanns 1764 i England, utvecklades de industriella spinnerierna. Till Sverige kom spinnmaskinerna runt 1790, men spinnhusen i Sverige fanns kvar fram till 1825. Vid mitten av 1800-talet hade industriframställningen av spunnen tråd tagit över handspinningens betydelse. I mitten av 1900-talet slog konstfibrer igenom och blev snart en viktig del av textilindustrin. 1945 hade nylon erövrat 25 % av marknaden, på bomullens bekostnad. Under senare delen av 1900-talet flyttade merparten av spinnerierna till låglöneländer som Indien och Kina.

## Maskinell spinning

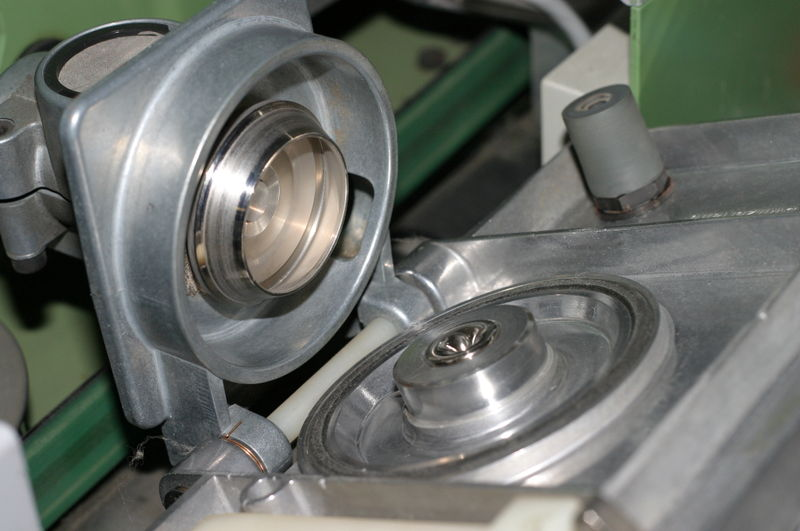
Open end spinnmaskin.

Modern spinning sker i flera tekniker bland annat i ringspinningsmaskin som snor garnssträngen på en med 8 000 varv/minut roterande spindel, som samtidigt spolar upp tråden tack vare garnet går genom en löpare som sitter löst på en ring som ligger utanför spindeln. Genom variation av sträckningen vid spolningen styr man det spunna garnets grovlek. I en maskin sitter hundratals sådana spindlar, vilka tillsammans skapar en hög ljudnivå i spinnsalen, en svårbemästrad olägenhet. I OE (open end) maskiner kan garn produceras genom att blåsa in fibrer i en kammare som har en rotationshastighet över 100 000 varv i minuten och dra ut den färdiga tråden. Dessa garner har en annan struktur och är ibland mindre slitstarka men den ökade produktionen är en stark ekonomisk motiv för deras användning.

## Spinnteknik
Spinntekniken förfinades under årens lopp, och nya metoder uppstod för framställning av garn. Därför har ordet spinning inom textilområdet numera tre olika betydelser:
1. Med spinning förstår man ofta hela processen för framställning av garn av enstaka fibrer. Denna innefattar rensning, blandning och parallellisering av fibrerna samt bildandet av själva garnet genom sträckning och snoddgivning samt den efterföljande uppspolningen på en bobin.
2. Som spinning betecknas också endast delprocessen innefattande garnets sträckning och snoddgivning som förlänar det dess garnfinlek och hållfasthet.
3. Framställning av syntetiska eller närbesläktade konstfibrer, varvid en flytande polymer pressas ut ur munstycken, kallas också för spinning. Man talar här om smält-, våt- och torrspinning, allt efter sättet hur polymeren kondenserats. Sådana fibrer måste skäras (kapas) i en efterföljande process för att kunna spinnas.

De använda fibrernas kvalitet och sättet på vilket de spunnits är utslagsgivande för flera av egenskaperna i den därav tillverkade textilen. Ett färdigspunnet garn kan vidarebearbetas bl a på följande sätt: tvinnas, vävas, stickas, virkas, sys.

### Tvinna
Efter spinningen skall garnet tvinnas, innan tråden är färdig. I enklaste fallet snos två garn om varandra i en tvinningsmaskin av liknande slag som ringspinnaren, men hastigheten är något lägre, 6 000 varv/minut. Vill man ha en grövre tråd bildar man en grupp av tre stycken två-slagna trådar som tvinnas i en ny tvinningsmaskin, och har på så sätt fått en 6-slagen tråd.